# Park Narodowy Pirynu
Park narodowy Pirynu leży w górach Piryn, którego najwyższym wierzchołkiem jest Wichren, w Bułgarii. Założony w 1962 r. pod nazwą „Park Narodowy Wichrenu”, obejmował wówczas powierzchnię 62 km². W roku 1974 znacznie rozszerzony do aktualnej powierzchni 274 km². W 1983 r. został wpisany na listę światowego dziedzictwa przyrody UNESCO.
Park narodowy Pirynu obejmuje tereny porośnięte najcenniejszymi gatunkami flory. Rośnie w nim około 100 gatunków roślin. Najokazalszym drzewem jest sosna Bajkuszewa, mająca 22 m wysokości, 8 m obwodu i wiek szacowany na 1300 lat. Atrakcją turystyczną są piaskowcowe piramidy, którym erozja nadała regularne kształty. Szlaki turystyczne w góry Pirynu wychodzą z miast Bansko oraz Melnik.